# Kannadiparamba
Kannadiparamba è una suddivisione dell'India, classificata come census town, di 12.656 abitanti, situata nel distretto di Kannur, nello stato federato del Kerala. In base al numero di abitanti la città rientra nella classe IV (da 10.000 a 19.999 persone).

## Geografia fisica
La città è situata a 11° 56' 00 N e 75° 23' 31 E.

## Società

### Evoluzione demografica
Al censimento del 2001 la popolazione di Kannadiparamba assommava a 12.656 persone, delle quali 5.954 maschi e 6.702 femmine. I bambini di età inferiore o uguale ai sei anni assommavano a 1.655, dei quali 845 maschi e 810 femmine. Infine, coloro che erano in grado di saper almeno leggere e scrivere erano 9.855, dei quali 4.826 maschi e 5.029 femmine.